# Paramije
Paramije (cyr. Парамије) – wieś w Bośni i Hercegowinie, w Republice Serbskiej, w gminie Prnjavor. W 2013 roku liczyła 175 mieszkańców.